# Climatización en vehículos

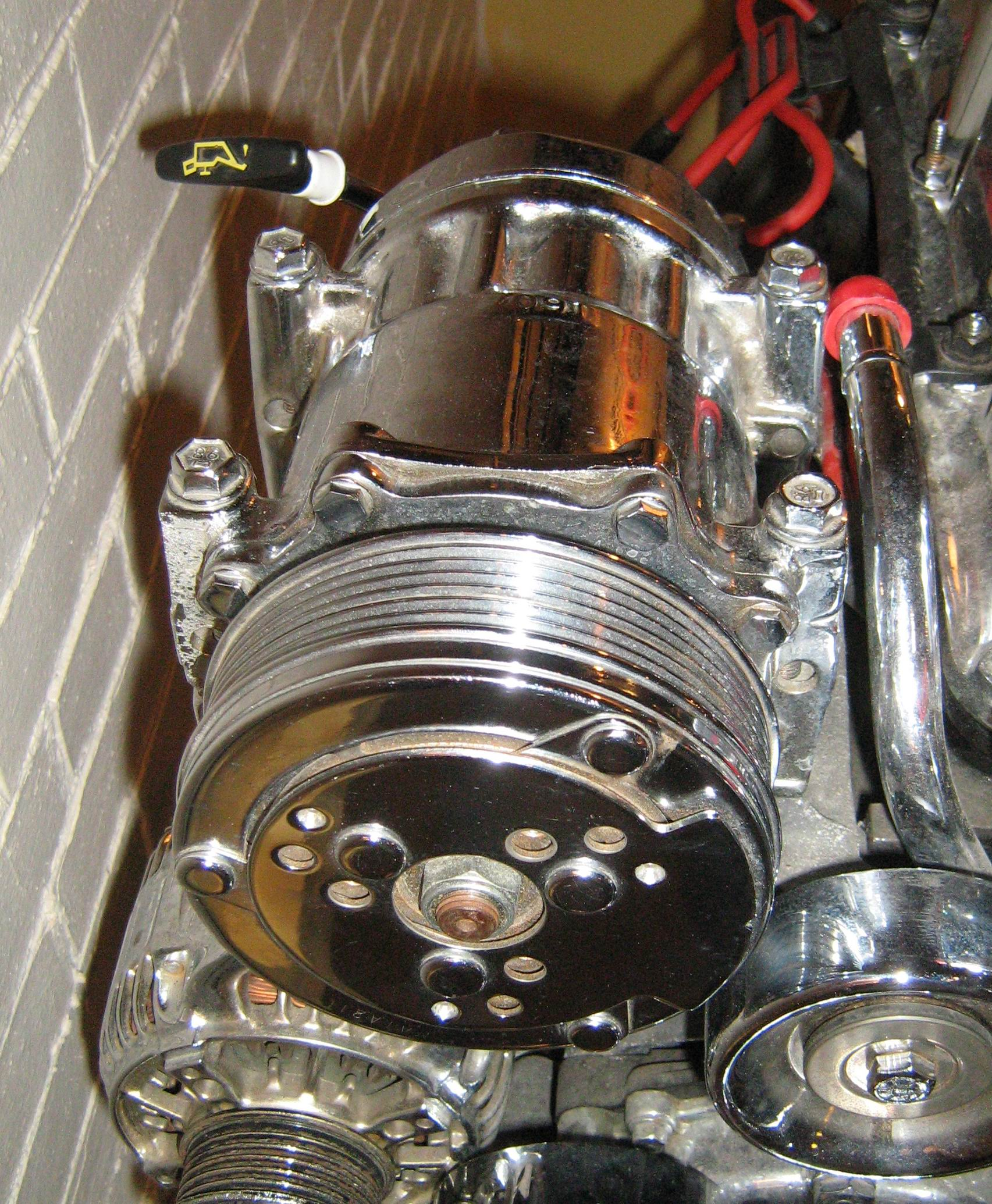
Compresor de aire acondicionado, correa de arrastre desmontada

La palabra Climatización se refiere al conjunto de sistemas que permiten obtener en el interior del vehículo unas condiciones de temperatura, humedad y ventilación óptimas tales que permitan al conductor concentrarse en la conducción con la máxima confortabilidad, es decir es un medio esencial de seguridad preventiva; al mismo tiempo haciendo el trayecto lo más confortable posible a los acompañantes.

## Historia
En una primera época los vehículos automóviles carecían de cualquier protección contra la intemperie para sus ocupantes, eran totalmente abiertos, restringiendo su uso en épocas invernales y obligando a llevar unas prendas características de abrigo, gorros, gafas, guantes, etc. La visibilidad era prioritaria en aquellos primeros momentos (principios de siglo XX). Posteriormente al irse controlando la técnica de conducción y las normas de circulación se adoptaron capotas plegables o incluso fijas a imagen y semejanza de los carruajes de caballos. Hacia los años 1920 y 1930, la carrocería cerrada se fue haciendo cada vez más popular, aunque los modelos descapotables, tanto de 2 como de 4 puertas seguían teniendo una enorme aceptación, lo mismo en las gamas más humildes de vehículos como el Ford T o en las de máximo lujo como el Duesenberg J, esto para citar dos modelos norteamericanos, otro tanto ocurría en Europa.
Posteriormente se generalizó la carrocería cerrada, dejando los descapotables para obtener una imagen deportiva y juvenil como ocurre hoy en día.
Con la carrocería cerrada fue posible introducir la calefacción, con muchas variantes, así como la ventilación. Estas dos comodidades fueron las únicas de que se dispuso durante mucho tiempo.
En los años 1940, se introdujo por fin en muy pequeñas unidades, el aire acondicionado en los vehículos, en los Estados Unidos, pioneros del automóvil en su consideración de medio de transporte práctico y accesible a todo el mundo. Este dispositivo se popularizó luego en Europa, llegando hoy día a ser equipamiento básico del automóvil más económico.

## Funcionamiento del circuito de refrigeración del habitáculo

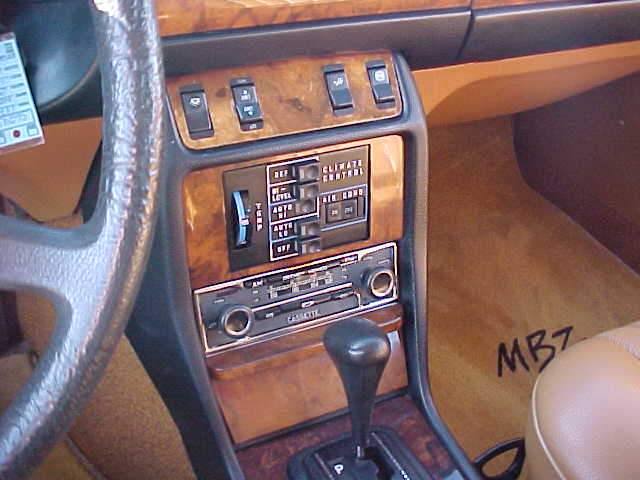
Panel de climatización automática en un Mercedes Benz W123 (versión de Estados Unidos)

Se trata de un circuito de gas refrigerante, llamado también medio refrigerante, antiguamente el R12 y hoy día el R 134 por motivos ecológicos, el cual extrae el calor del interior del habitáculo, para transferirlo al aire exterior mediante las siguientes 4 fases características del ciclo de Carnot inverso, característico del ciclo de refrigeración de todo sistema frigorífico.
1. Evaporación del medio, a una presión de unos 2 a 3 bares (28,4 a 42,6 psi) y unos 4 a 5 grados Celsius (39,2 a 41,0 °F) en un intercambiador de calor llamado evaporador, integrado en el módulo o caja climatizadora del habitáculo: en esta fase el calor extraído del interior se emplea para el cambio de estado, de fase líquida a fase gaseosa del medio refrigerante, con gran absorción de calor.
2. Compresión adiabática (sin aporte ni pérdida de calor del exterior) del vapor en un compresor mecánico arrastrado por el motor mediante correa. En esta fase la elevación de presión de hasta 10 a 20 bares (142,1 a 284,3 psi) según el régimen del motor, sirve para llevar el medio refrigerante a un nivel de temperatura superior a la del exterior.
3. Condensación en el condensador, situado en la parte delantera del vehículo delante del radiador con objeto de liberar el calor absorbido del habitáculo, más el equivalente calórico del trabajo de compresión según del segundo principio de la termodinámica. Este calor pasa todo al circuito de refrigeración del vehículo. En esta fase el medio refrigerante cambia de estado de gaseoso a líquido debido a la gran liberación de calor. Esta fase se lleva a cabo a la temperatura de 50 a 60 grados Celsius (122 a 140 °F) debida a la presión obtenida en la fase anterior. El medio sale en forma líquida.
4. Expansión del medio refrigerante en la válvula de expansión, de modo instantáneo y de modo adiabático, situada a la entrada del evaporador, en el cual retorna el medio refrigerante a estado semigaseoso, favoreciendo la evaporación según se describió en la fase 1- . Al pasar por la válvula el descenso de presión instantáneo hace bajar la temperatura al valor indicado en el punto 1-